# درندگان (فیلم ۱۹۷۴)
درندگان (ایتالیایی: La preda) یک فیلم است که در سال ۱۹۷۴ منتشر شد. از بازیگران آن می‌توان به زئودی آرایا و میشلین پرل اشاره کرد.